# Nilton De Sordi
Nilton De Sordi, känd under smeknamnet De Sordi, född 14 februari 1931 i Piracicaba, São Paulo, död 24 augusti 2013 i Bandeirantes, Paraná, var en brasiliansk fotbollsspelare.
Han spelade alla matcher i VM 1958 i Sverige förutom finalen.